# Marc Tucci
Marc Tucci (en llatí Marcus Tuccius) va ser un magistrat romà del segle ii aC.
Va ser edil curul l'any 192 aC i pretor el 190 aC, i va rebre les províncies de la Pulla i Brútium. Hi va romandre els dos següents anys amb títol de propretor. El 185 aC era un dels Triumviri coloniae deducendae nomenats per fundar colònies a Sipontum i Buxentum.